# Melanio Báez
Pour les articles homonymes, voir Báez.
Melanio Báez (né et mort à des dates inconnues) était un footballeur paraguayen, qui a évolué en tant que milieu de terrain.

## Carrière
C'est dans l'équipe paraguayenne de la capitale du Club Nacional dans laquelle Báez évoluait lorsqu'il fut convoqué par le sélectionneur Manuel Fleitas Solich pour participer avec l'équipe du Paraguay à la coupe du monde 1950 au Brésil.